# 우베시
우베시(일본어: 宇部市)는 일본 야마구치현 서남부에 있는 시이다. 야마구치현에서는 세 번째로 인구가 많은 도시이다.
스오만(세토 내해)과 접하고 연안부는 공업지역을 형성하고 있어서 야마구치현 내에서도 공업이 발달해 있다. 우베시를 중심으로 인구 약 26만 명의 우베 도시권을 형성하고 있다. 후쿠오카현 기타큐슈시와 관계가 깊고 간몬 도시권의 일부를 이룬다. 중화학 기업인 우베 흥산의 발상지로 알려져 있고 지금도 본사 기능의 일부 및 주력 생산 거점을 우베시에 두고 있어 연안부는 회사를 중심으로 공업지대가 형성되어 있다. 우베항이 일본에서 가장 많은 시멘트 수출량을 자랑하는 등 기타큐슈 공업지대·세토우치 공업지역의 한 축을 담당한다. 또 야마구치 우베 공항이 있어 야마구치현의 하늘 관문으로 기능한다. 야마구치 대학 의학부 부속병원, 우베 흥산 중앙병원, 독립행정법인 국립병원기구 야마구치 우베 의료센터 등 3개의 종합병원을 포함해 시내에는 다수의 대규모 병원이 점재하고 있으며 일본에서 10만 명당 의사 수가 가장 많은 도시이기도 하다.

## 지리
야마구치현 서부의 세토 내해 연안에 있다. 야마구치현 중서부를 남북으로 관류하는 고토강의 하류에 해당해 강 양안에 펼쳐진 평야부 및 해안가의 평지에 인구가 집중한다. 중심 시가지의 남안과 서부 해안 지역에는 해저 탄전에 의해 매립된 철거지와 간척에 의해 개간된 논이 펼쳐져 "나카노가이사쿠"(中野開作) "쓰마자키가이사쿠"(妻崎開作) 등의 지명이 남아 있다.

## 역사
- 1179년 - 고토씨가 시모후리성을 축성하였다.
- 에도 시대 - 후쿠하라씨가 우베 영주로서 우베촌 및 그 주변 마을을 다스렸다.
- 1698년 - 후쿠하라씨가 도키와호를 축조하였다.
- 1800년대 말 - 우베 탄광의 근대적인 개발이 시작되었다.
- 1921년 11월 1일 - 아사군 우베촌이 시로 승격해 성립하였다(정을 거치지 않고 바로 시로 승격).
- 1931년 8월 1일 - 아사군 후지야마촌을 편입하였다.
- 1941년 10월 20일 - 아사군 고난촌을 편입하였다.
- 1943년 11월 1일 - 요시키군 니시키와촌을 편입하였다.
- 1954년 10월 1일 - 아사군 고토촌, 오노촌, 후타마타제촌, 요시키군 히가시키와촌을 편입하였다.
- 2004년 11월 1일 - 아사군 구스노키정을 편입하였다.

## 교통

### 공항
- 야마구치 우베 공항

### 철도
- 서일본 여객철도
  - 산요 본선
  - 우베선
  - 오노다선

### 도로
- 산요 자동차도
- 야마구치 우베 도로(일본어판)
- 우베 만안도로(일본어판)
- 국도 제2호선
- 국도 제190호선
- 국도 제490호선 (일본)(일본어판)

### 버스
- 산덴 교통

## 인구
| 연도 | 인구    | ±%     |
| ---- | ------- | ------ |
| 1940 | 145,151 | —      |
| 1950 | 161,472 | +11.2% |
| 1960 | 178,151 | +10.3% |
| 1970 | 161,241 | −9.5%  |
| 1980 | 176,620 | +9.5%  |
| 1990 | 182,526 | +3.3%  |
| 2000 | 182,031 | −0.3%  |
| 2010 | 173,678 | −4.6%  |

## 기후
| 우베시의 기후                                                | 우베시의 기후 | 우베시의 기후 | 우베시의 기후 | 우베시의 기후 | 우베시의 기후 | 우베시의 기후 | 우베시의 기후 | 우베시의 기후 | 우베시의 기후 | 우베시의 기후 | 우베시의 기후 | 우베시의 기후 | 우베시의 기후   |
| 월                                                           | 1월           | 2월           | 3월           | 4월           | 5월           | 6월           | 7월           | 8월           | 9월           | 10월          | 11월          | 12월          | 연간            |
| ------------------------------------------------------------ | ------------- | ------------- | ------------- | ------------- | ------------- | ------------- | ------------- | ------------- | ------------- | ------------- | ------------- | ------------- | --------------- |
| 역대 최고 기온 °C (°F)                                       | 16.6 (61.9)   | 18.7 (65.7)   | 23.3 (73.9)   | 26.6 (79.9)   | 30.3 (86.5)   | 32.1 (89.8)   | 35.2 (95.4)   | 37.0 (98.6)   | 35.5 (95.9)   | 30.2 (86.4)   | 24.3 (75.7)   | 22.8 (73.0)   | 37.0 (98.6)     |
| 일평균 최고 기온 °C (°F)                                     | 9.4 (48.9)    | 10.2 (50.4)   | 13.3 (55.9)   | 17.8 (64.0)   | 22.3 (72.1)   | 25.2 (77.4)   | 28.9 (84.0)   | 30.8 (87.4)   | 27.7 (81.9)   | 22.9 (73.2)   | 17.3 (63.1)   | 11.7 (53.1)   | 19.8 (67.6)     |
| 일일 평균 기온 °C (°F)                                       | 5.8 (42.4)    | 6.5 (43.7)    | 9.3 (48.7)    | 13.8 (56.8)   | 18.4 (65.1)   | 22.0 (71.6)   | 25.8 (78.4)   | 27.5 (81.5)   | 24.2 (75.6)   | 18.9 (66.0)   | 13.4 (56.1)   | 8.1 (46.6)    | 16.1 (61.0)     |
| 일평균 최저 기온 °C (°F)                                     | 2.0 (35.6)    | 2.6 (36.7)    | 5.1 (41.2)    | 9.8 (49.6)    | 14.7 (58.5)   | 19.3 (66.7)   | 23.6 (74.5)   | 24.9 (76.8)   | 21.1 (70.0)   | 15.0 (59.0)   | 9.2 (48.6)    | 4.1 (39.4)    | 12.6 (54.7)     |
| 역대 최저 기온 °C (°F)                                       | −6.1 (21.0)   | −4.5 (23.9)   | −2.0 (28.4)   | 2.1 (35.8)    | 5.5 (41.9)    | 11.6 (52.9)   | 17.5 (63.5)   | 18.5 (65.3)   | 12.9 (55.2)   | 4.4 (39.9)    | 0.8 (33.4)    | −4.2 (24.4)   | −6.1 (21.0)     |
| 평균 강수량 mm (인치)                                        | 56.2 (2.21)   | 65.7 (2.59)   | 106.0 (4.17)  | 129.0 (5.08)  | 162.7 (6.41)  | 242.5 (9.55)  | 291.1 (11.46) | 131.3 (5.17)  | 133.5 (5.26)  | 77.9 (3.07)   | 74.4 (2.93)   | 57.0 (2.24)   | 1,527.2 (60.13) |
| 평균 강수일수 (≥ 1.0 mm)                                     | 8.6           | 8.9           | 10.1          | 9.3           | 8.6           | 11.7          | 10.3          | 7.8           | 8.3           | 5.7           | 7.9           | 8.6           | 105.8           |
| 출처: 일본 기상청 (평년값: 2002년~2020년, 극값: 2002년~현재) |               |               |               |               |               |               |               |               |               |               |               |               |                 |

## 자매 도시
- 일본 교토부 우지시
- 오스트레일리아 뉴사우스웨일스주 뉴캐슬
- 중화인민공화국 산둥성 웨이하이시
- 스페인 카스테욘주 카스테욘데라플라나

## 갤러리

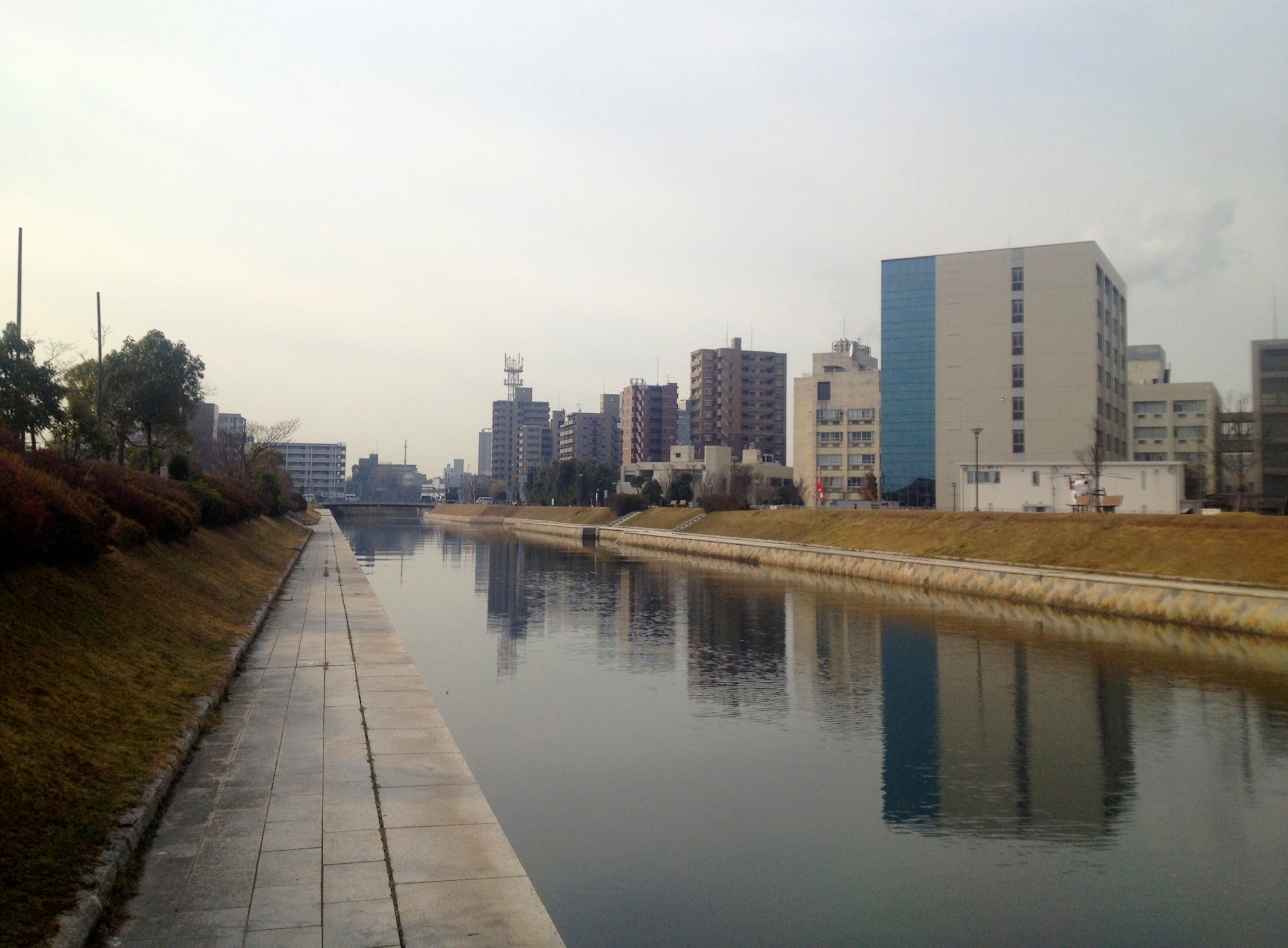
시내 중심부를 흐르는 지류인 메지메강
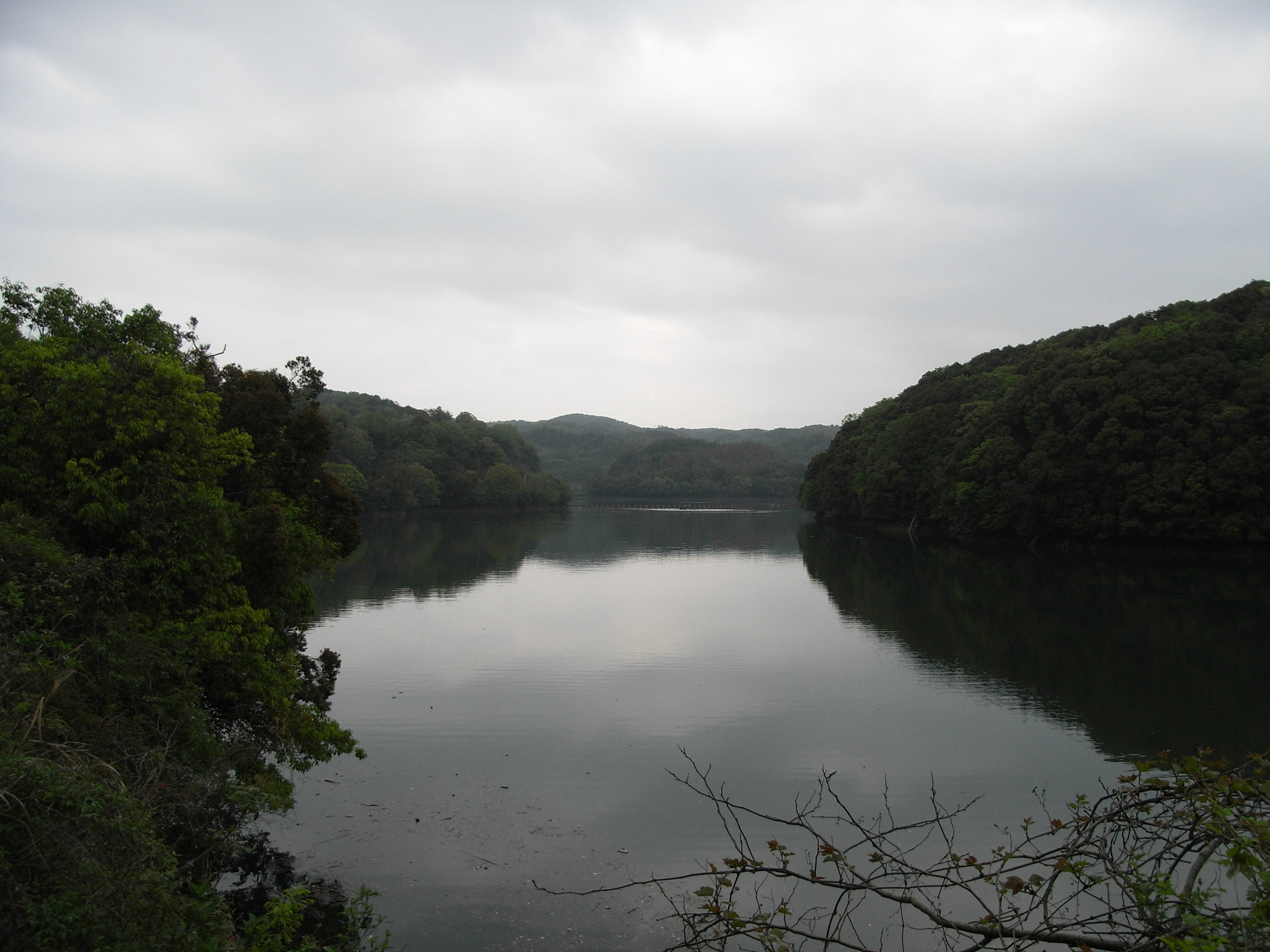
오노코호
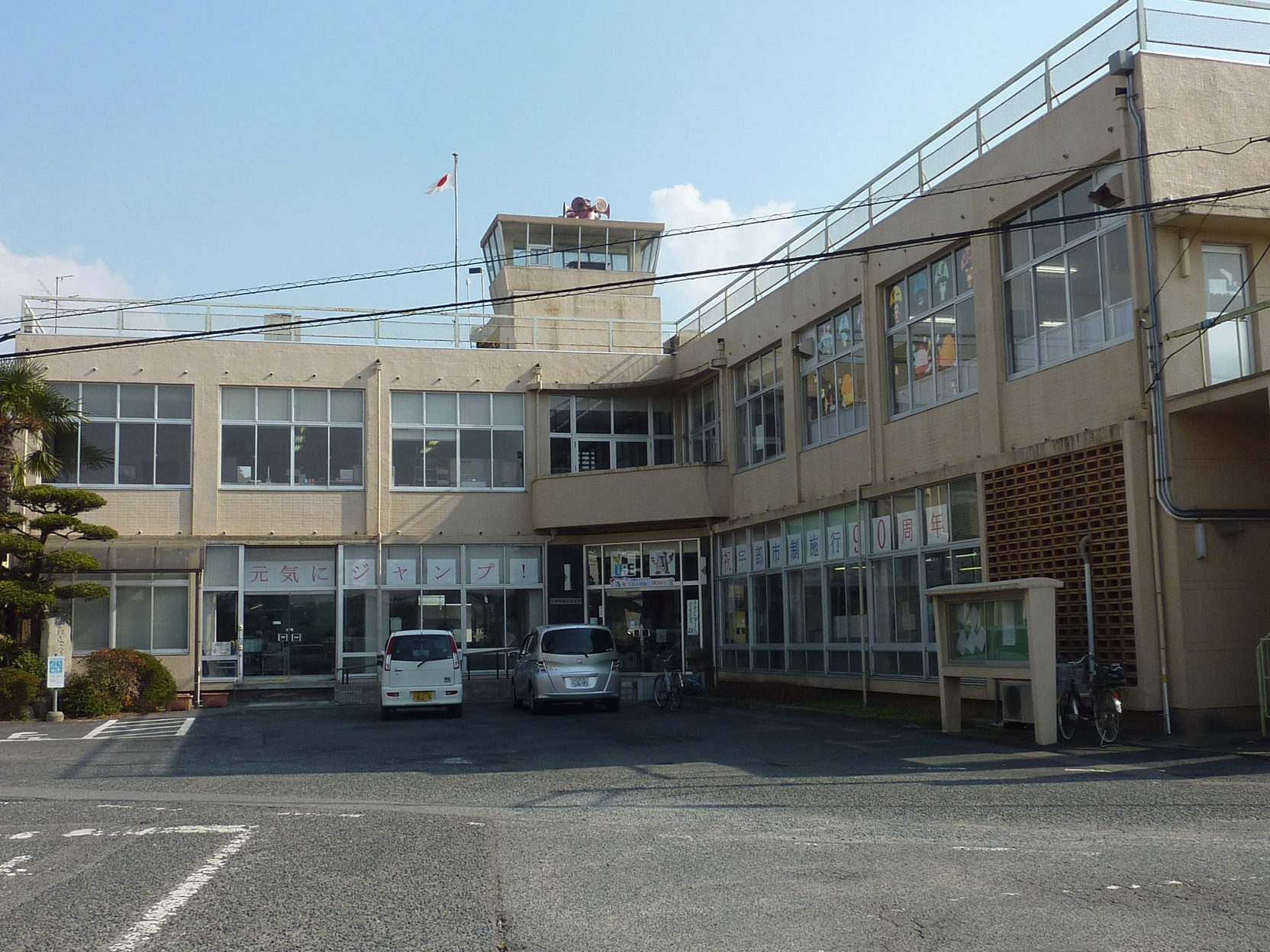
우베시청 구스노키 종합지소
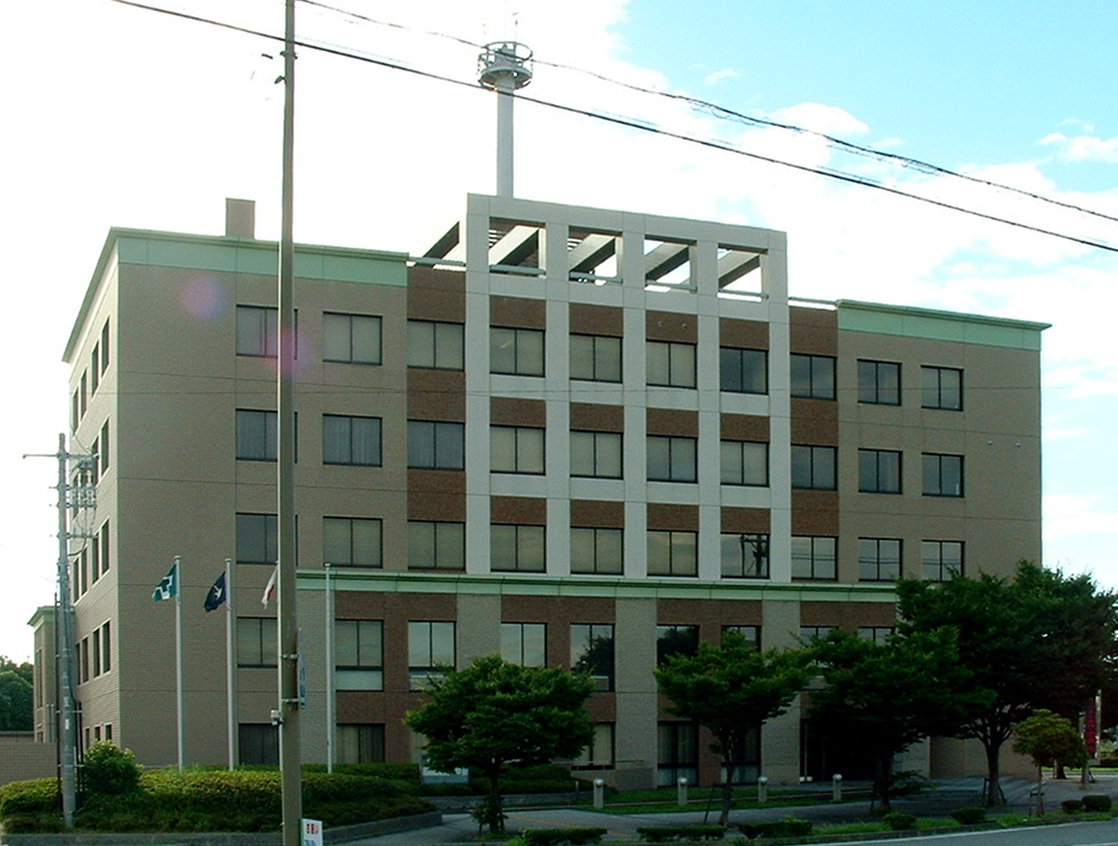
우베 지방합동청사
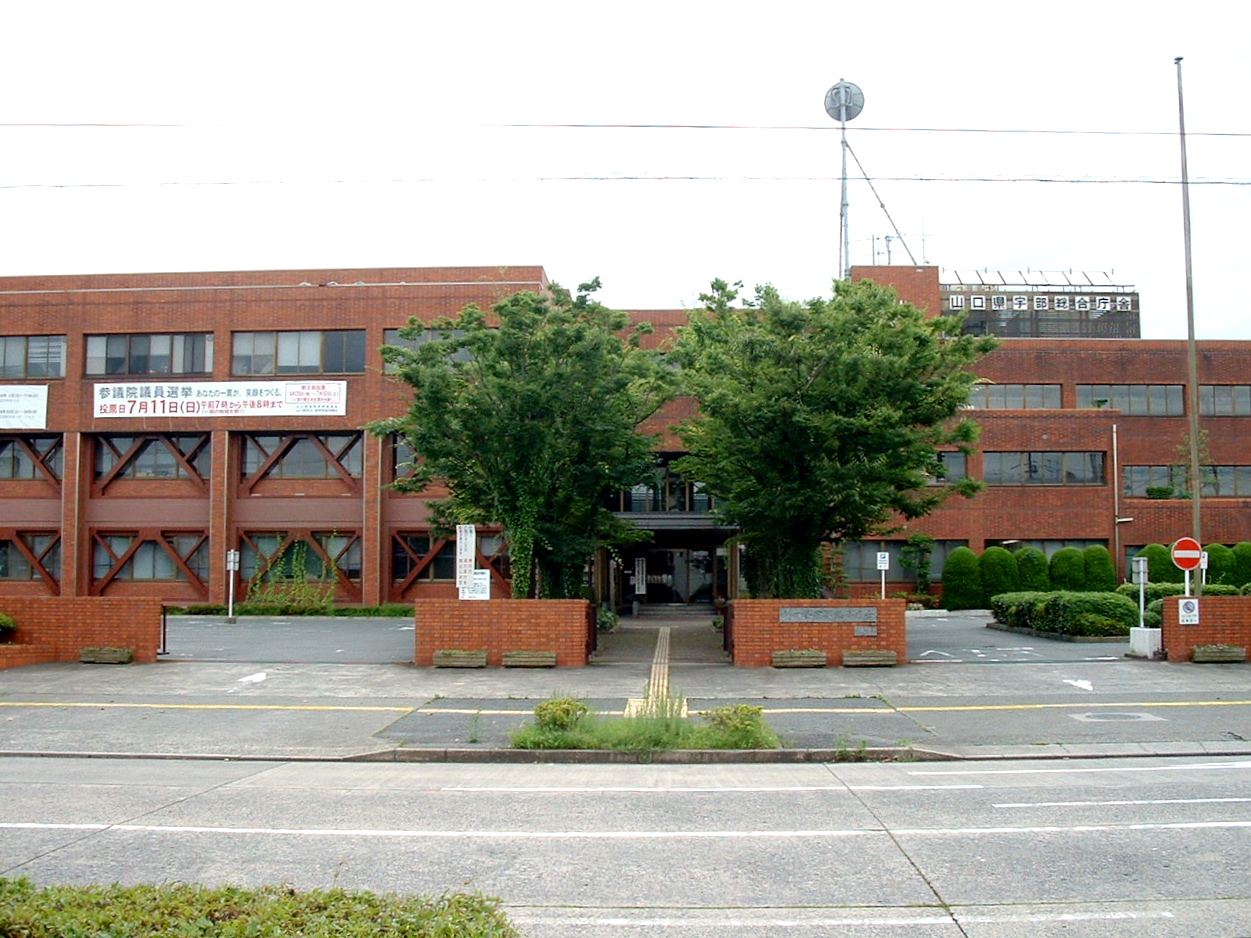
야마구치현 우베 종합청사
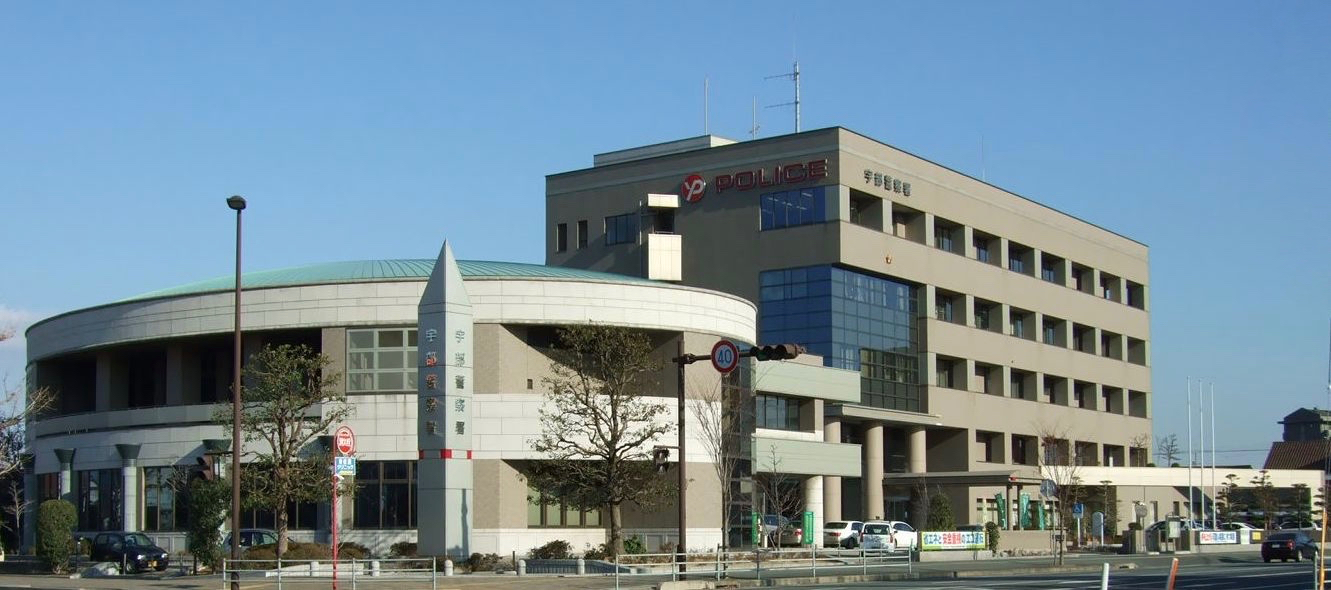
우베 경찰서
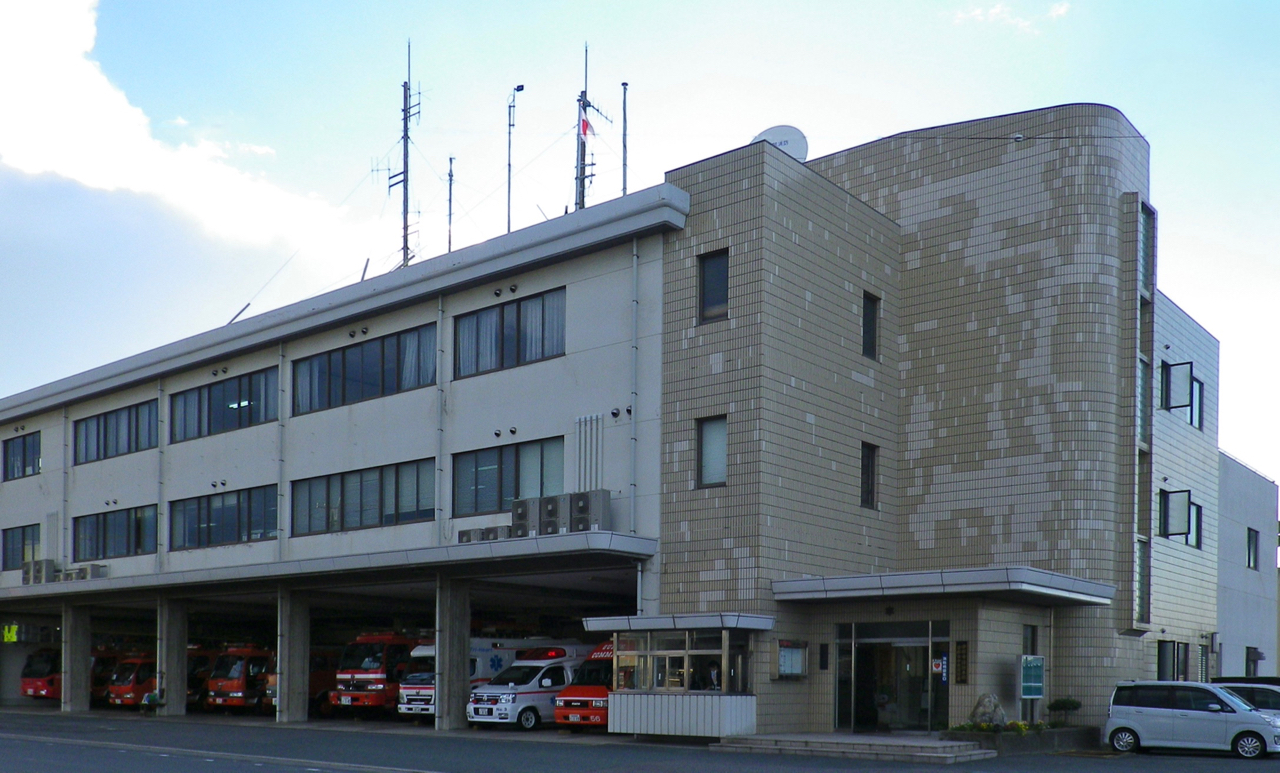
우베추오 소방서
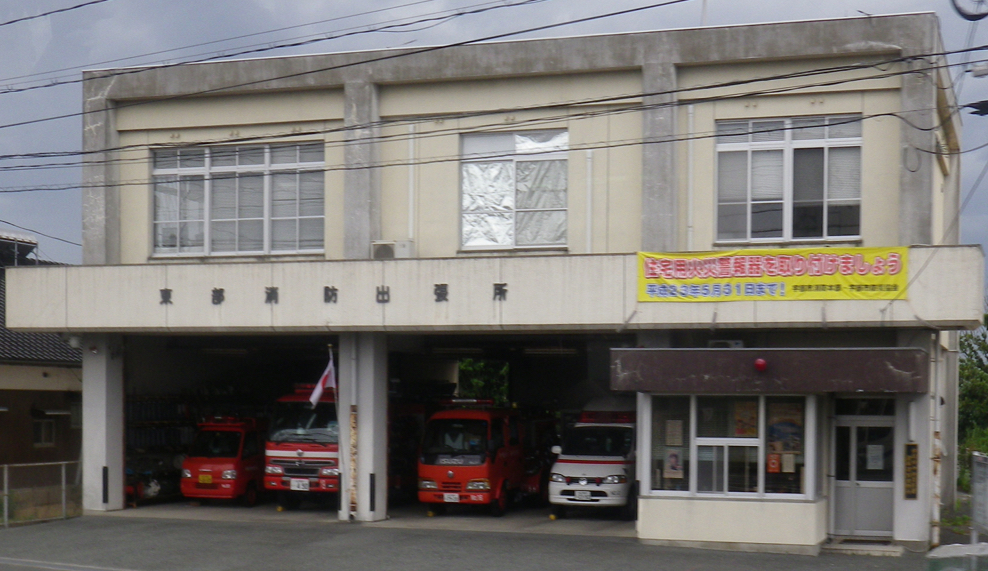
우베추오 소방서 동부소방출장소
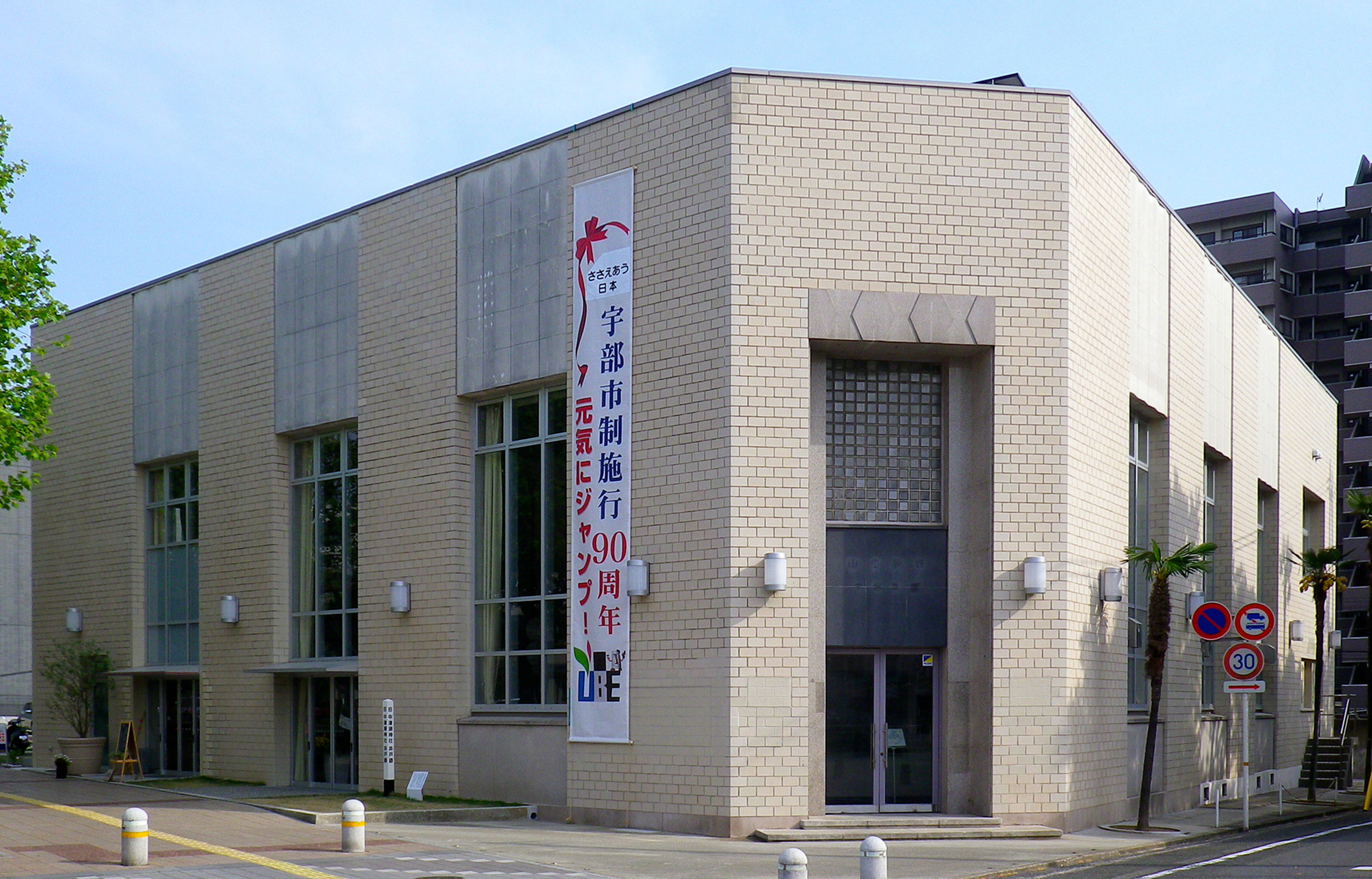
옛 우베 은행관
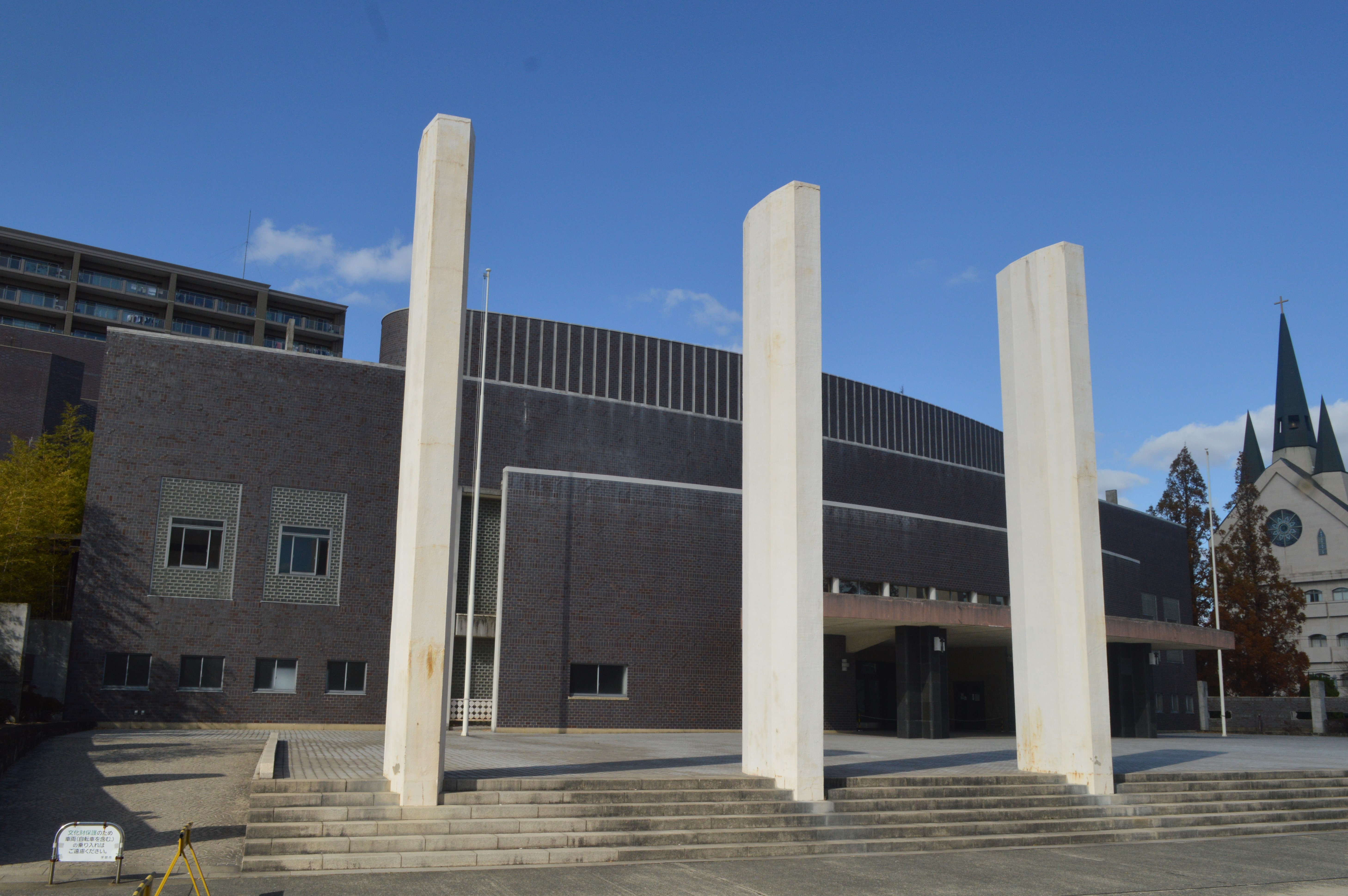
와타나베 추모기념관
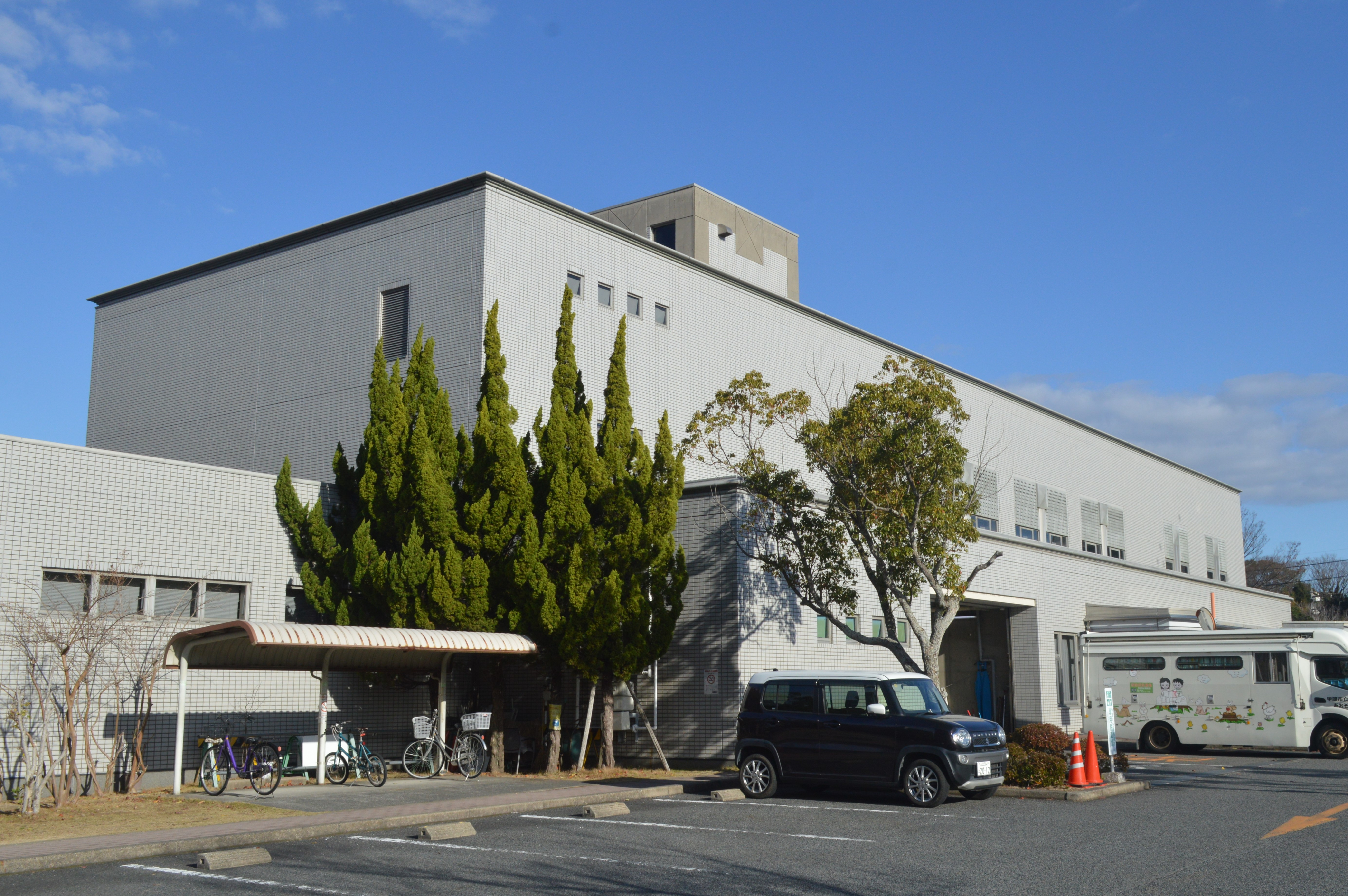
우베시립 도서관
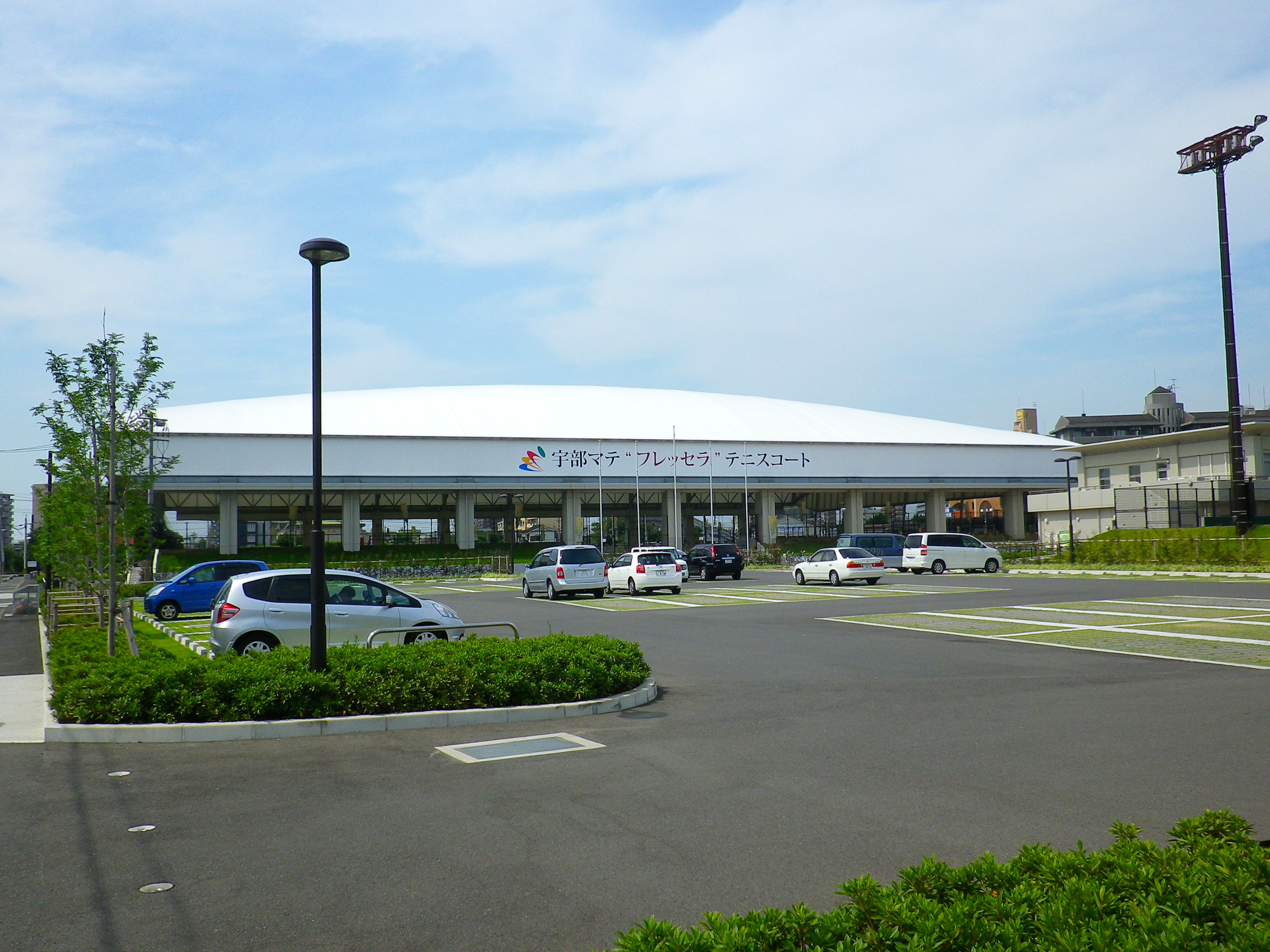
추오 공원 테니스장
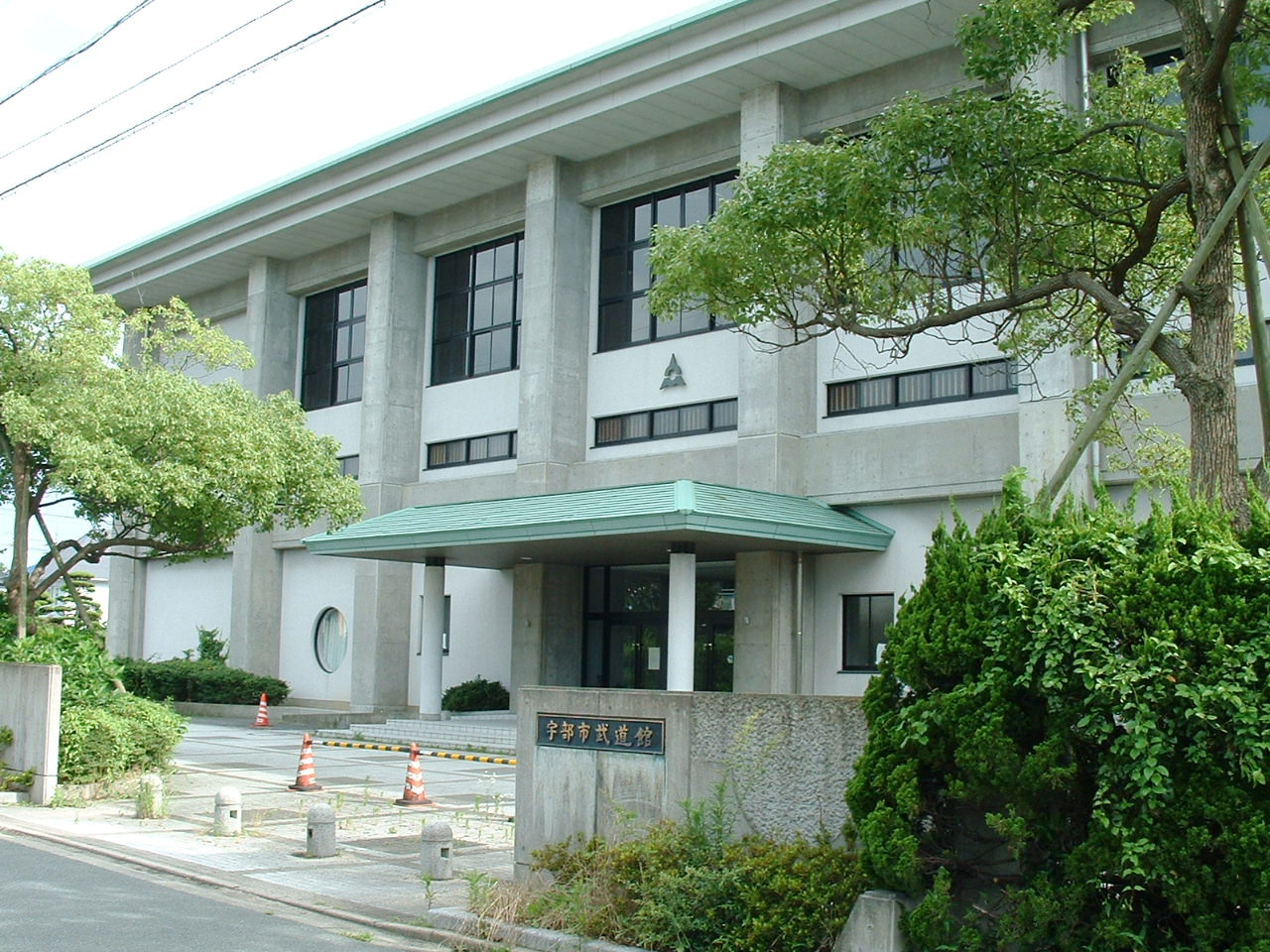
우베시 무도관
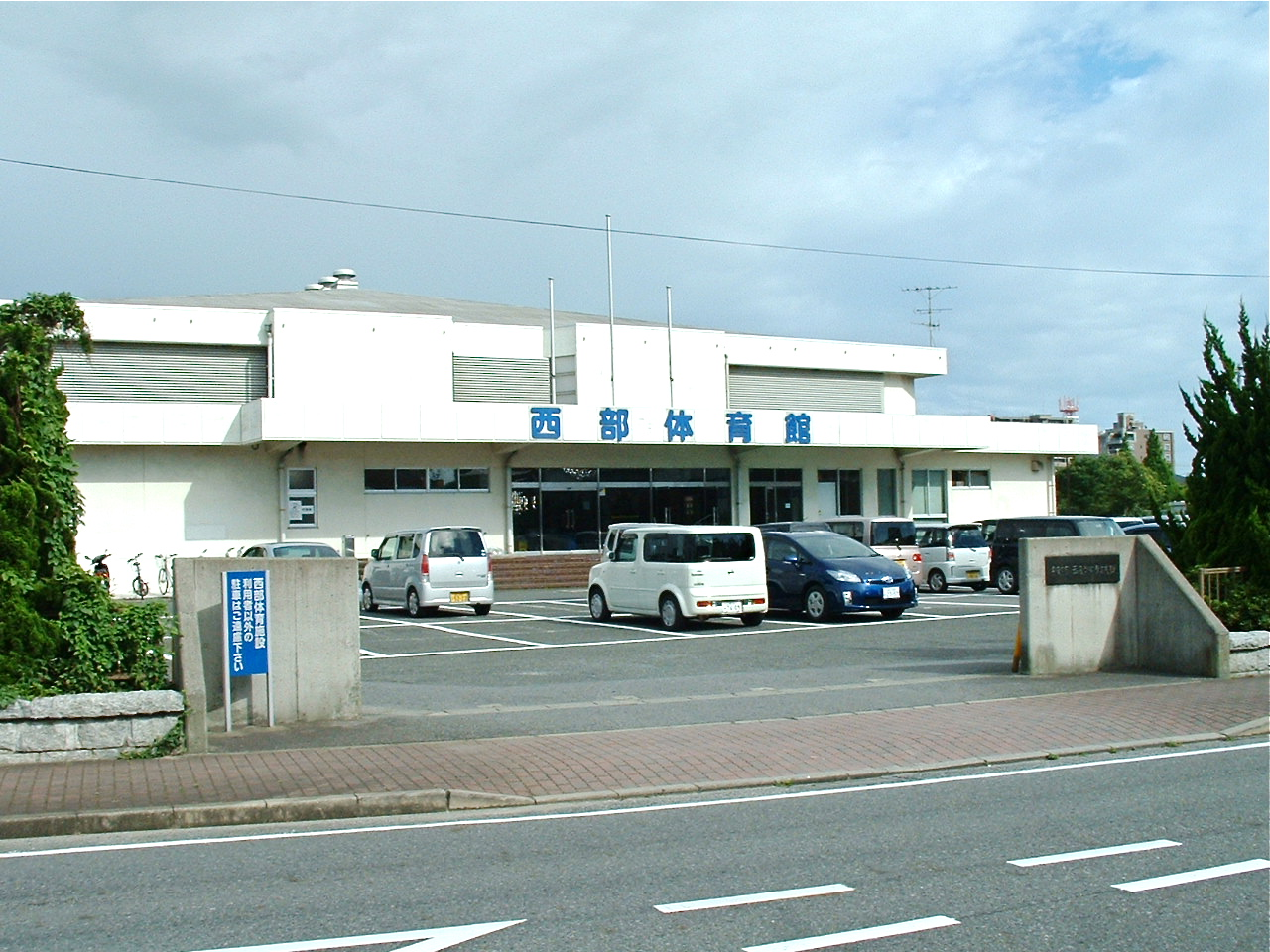
서부 체육관
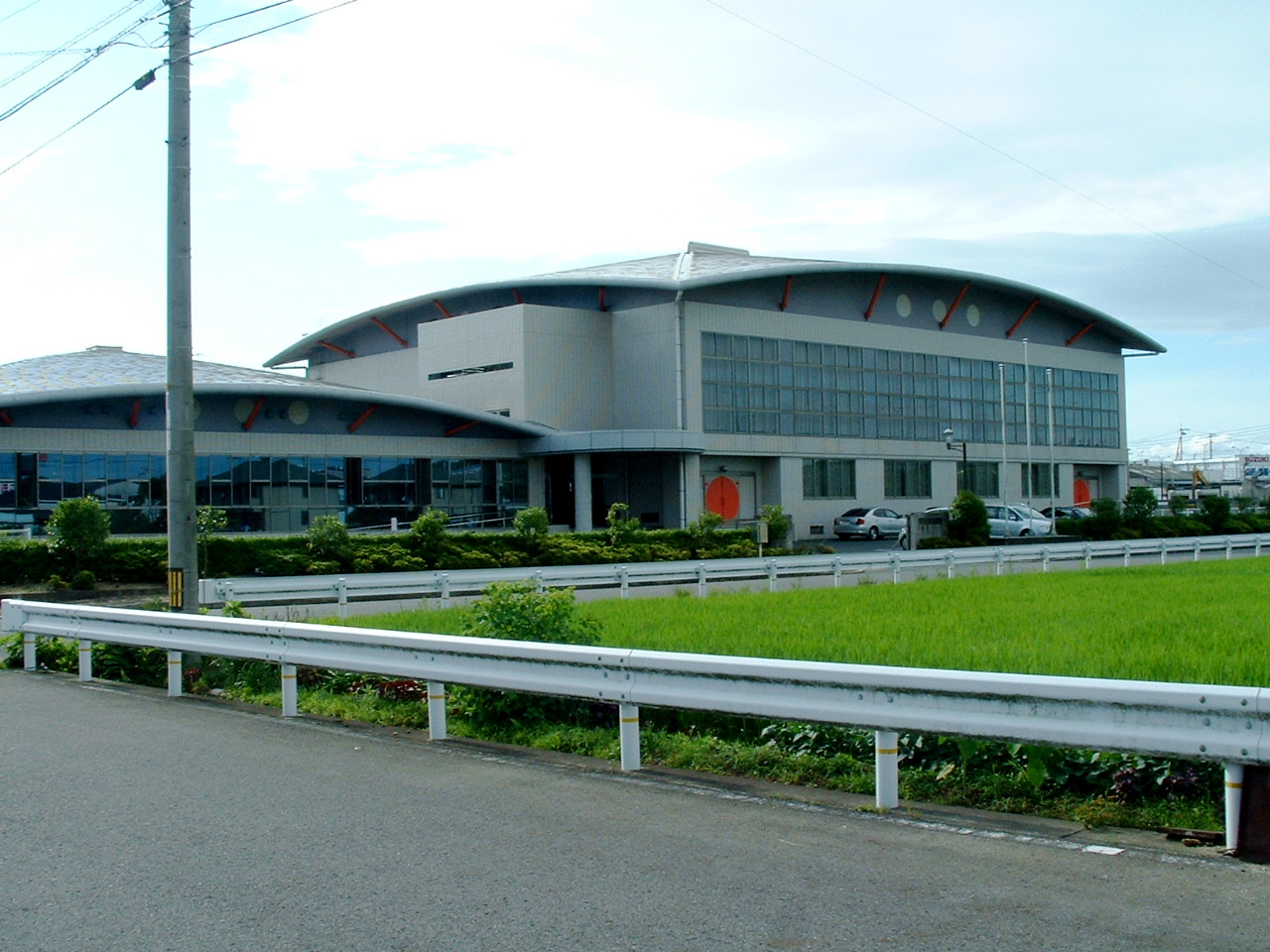
펄센터 우베
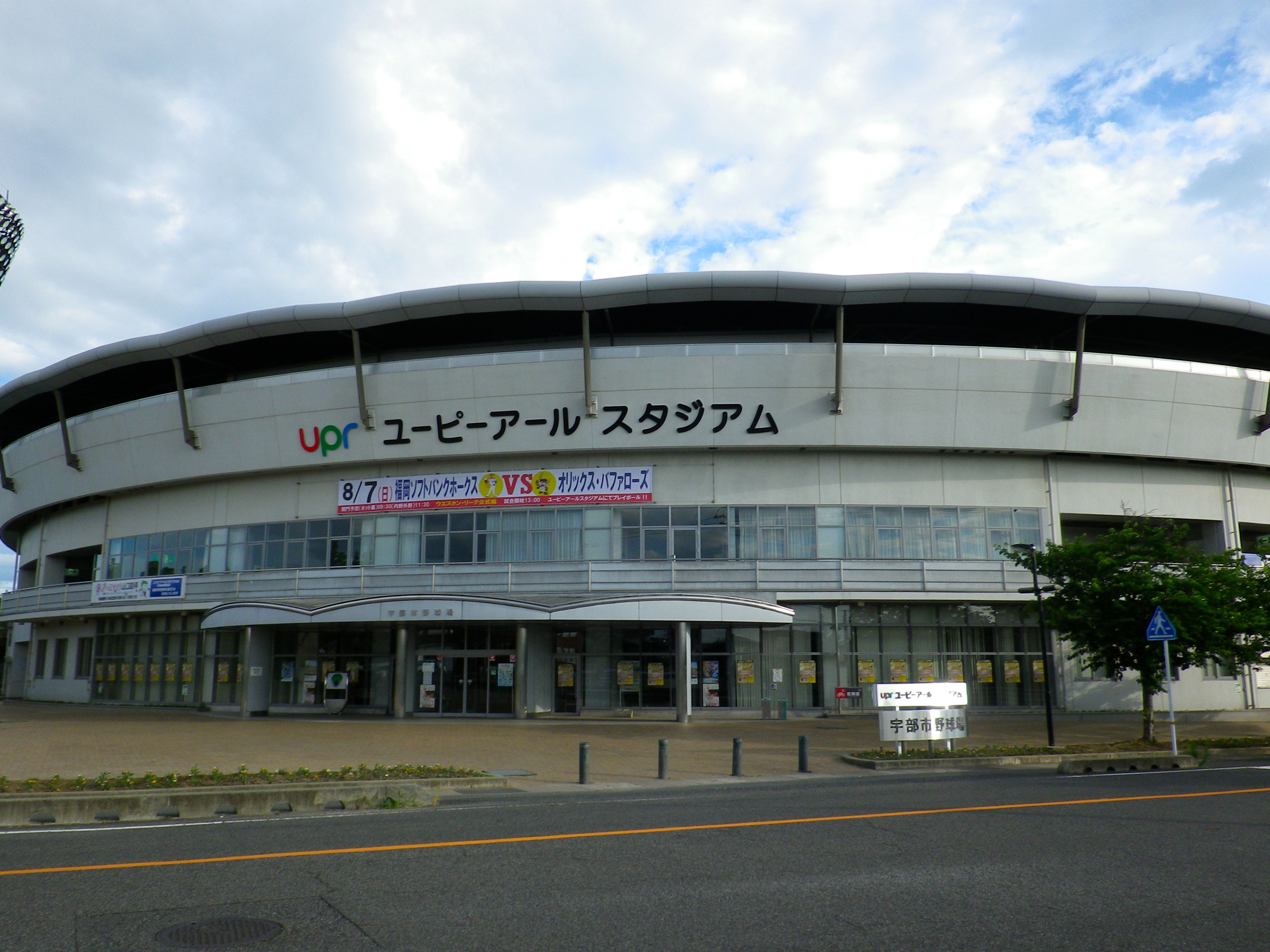
우베시 야구장
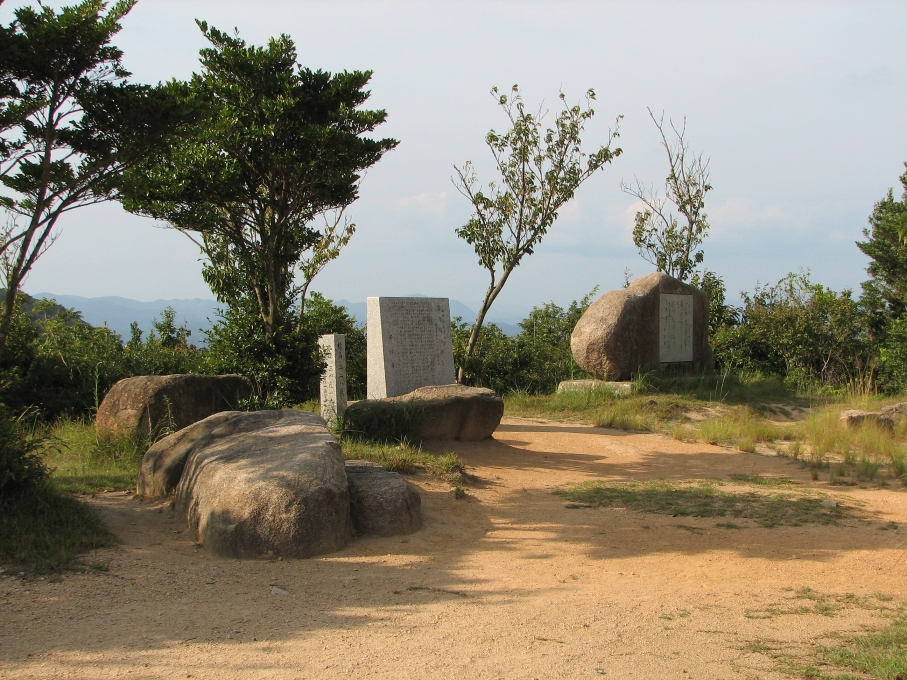
시모후리성의 성곽
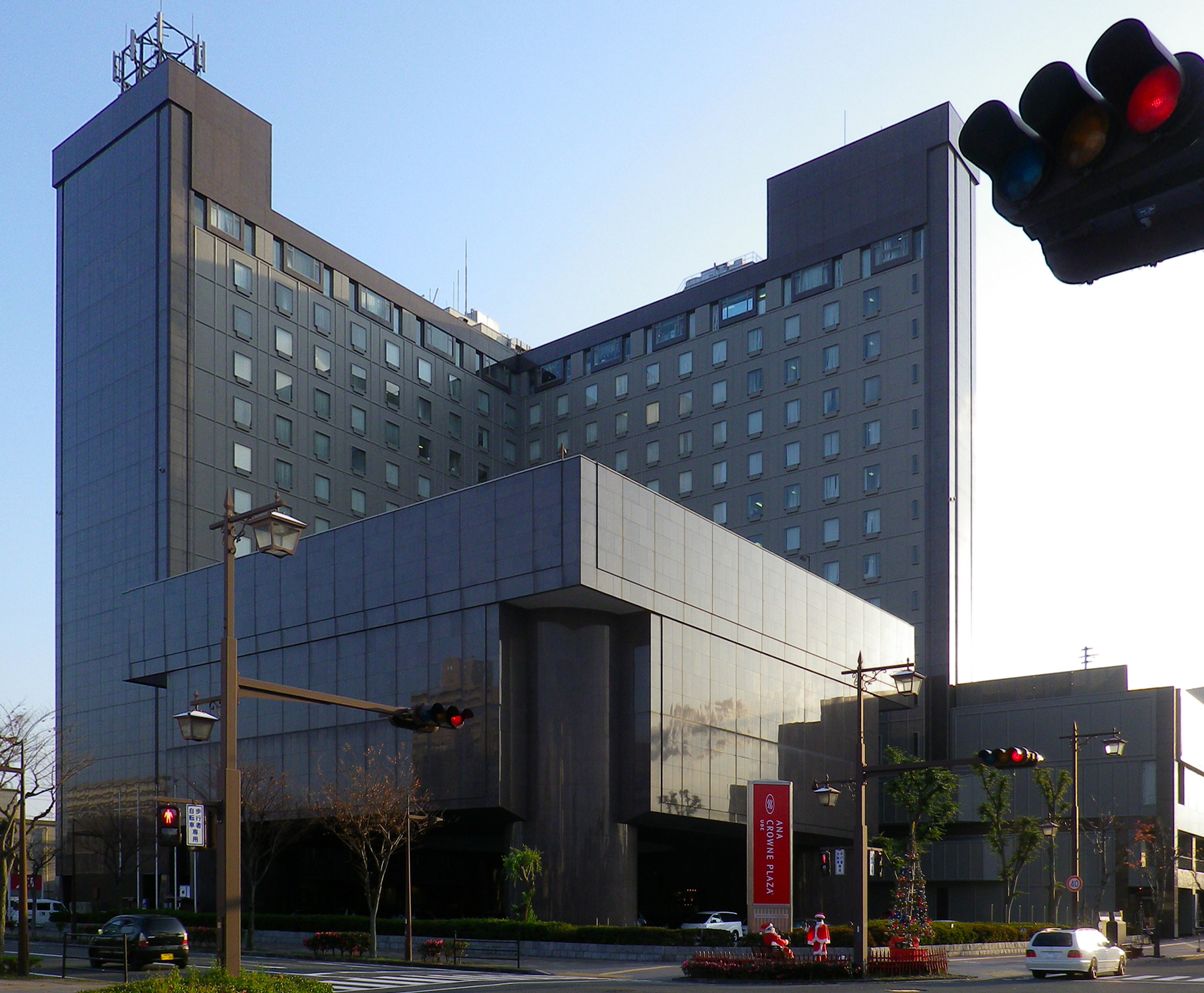
ANA 크라운 플라자 우베
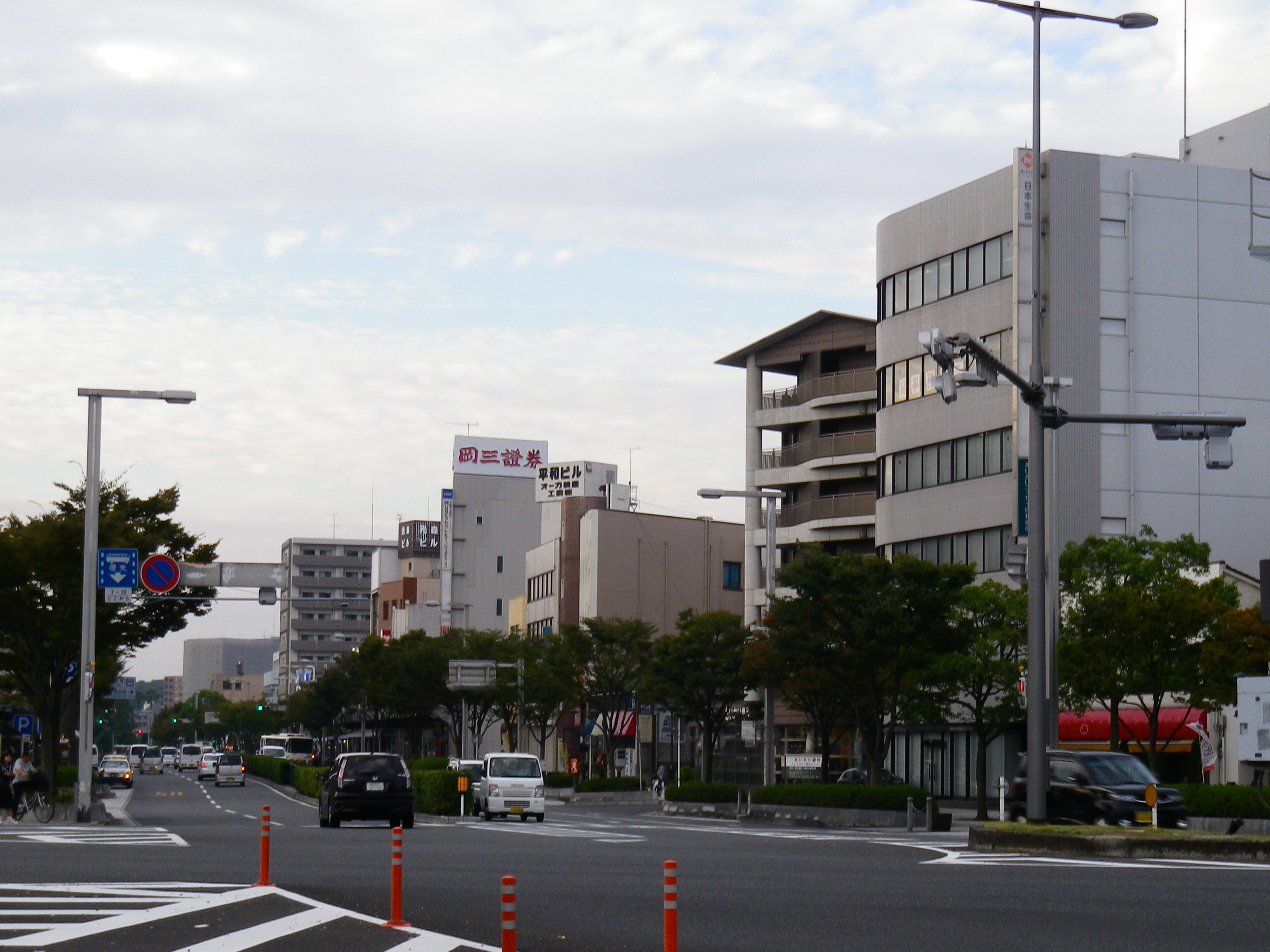
금융 기관과 기업이 늘어선 평화의 거리
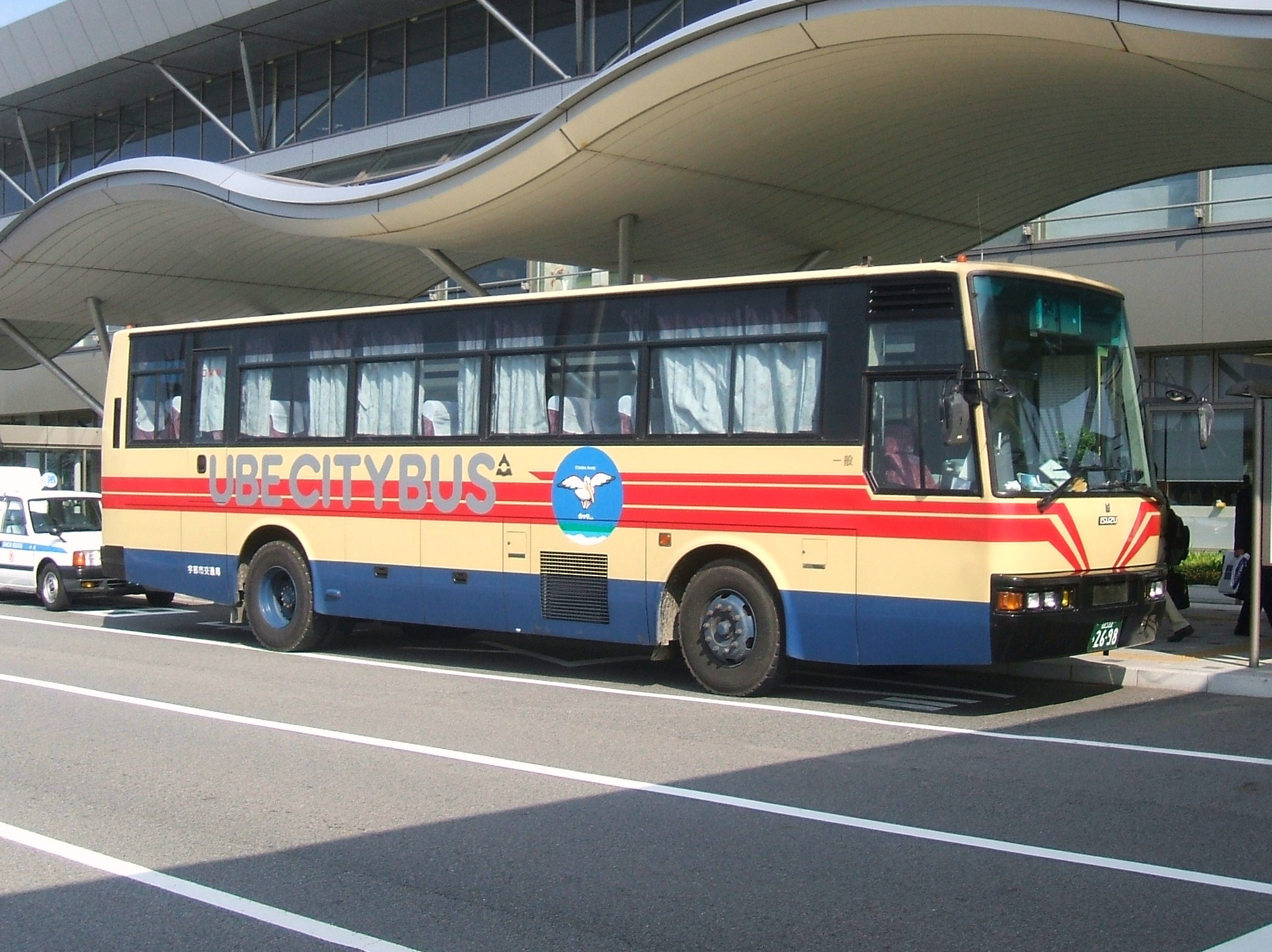
우베 시영버스
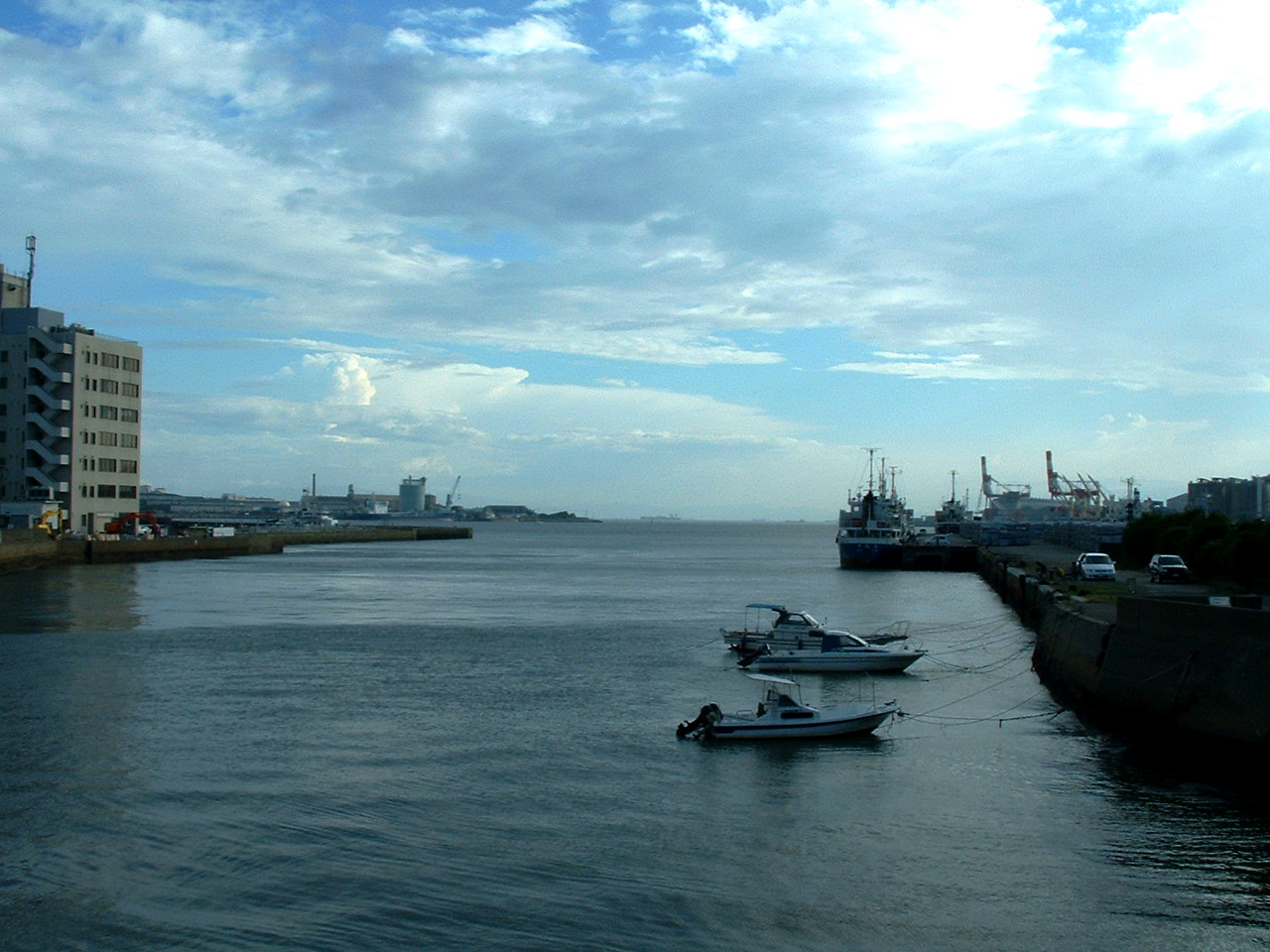
우베항

## 같이 보기
- 조세이 탄광(일본어판)(우베 탄광) - 강제 징용지
- 토키와 공원(일본어판) - 식물원으로 유명
- 토키와이케(일본어판)